# LEGEND KISS 伝説KISS
「LEGEND KISS / 伝説KISS」（レジェンド・キス）は、1986年6月21日にリリースされた原田真二20作目のシングル。

## 解説
- 原田真二初の12インチ・シングル。12インチの規格に合わせロングサイズのダンサブルなミックスナンバー。
- 打ち込みアレンジ部分で随所に実験的な試みが成され、琴や和太鼓（B面）と、和風な音色もフィーチャリングされている。
- B面はアルバム『Magical Healing』収録「HEAT DANCING」のリミックス。
- 1988年9月21日発売のリミックス・ベスト盤『ABSOLUTE MIX』に2曲とも収録。

## 収録曲
両曲作詞・作曲・編曲：原田真二

### SIDE A
LEGEND KISS / 伝説KISS　（6分17秒）

### SIDE B
HEAT DANCING　（6分42秒）

## ミュージシャン
？

## 関連作品
2003年  GOLDEN☆BEST 原田真二 Legendary Hits 80's